# Grotte di Frasassi
Le grotte di Frasassi sono delle grotte carsiche sotterranee che si trovano nel territorio del comune di Genga, in provincia di Ancona. L'insieme delle grotte ricade all'interno del Parco naturale regionale della Gola della Rossa e di Frasassi.
Il complesso è formato da un'enorme serie di ambienti sotterranei di cui il primo, visitabile con facilità dal pubblico è l'Abisso Ancona, una enorme cavità che ha un'estensione di 180 × 120 m e un'altezza di 200 m; è talmente ampia (oltre due milioni di m³ di volume) che al suo interno potrebbe essere contenuto senza problemi il Duomo di Milano.
Dal 1972 è sotto la tutela del Consorzio Frasassi, costituito dal comune di Genga e dalla provincia di Ancona, con l'obiettivo di salvaguardarne e valorizzarne la fruibilità scientifica e turistica.
Dal 1º settembre 1974 parte delle grotte è aperta al pubblico, divenendo nel tempo una delle maggiori attrazioni turistiche delle Marche; si è stimato che da allora vi siano state oltre 12 milioni di visite complessive.

## Storia

### Gli antefatti
La scoperta delle Grotte di Frasassi (Grotta Grande del Vento) risale al 25 settembre 1971 per opera di Rolando Silvestri del Gruppo Speleologico Marchigiano CAI di Ancona, che ne individuò l'entrata durante la spedizione guidata da Giancarlo Cappanera. Da allora questa cavità è entrata a far parte del complesso carsico Grotta del Fiume-Grotta Grande del Vento di Frasassi, che è stato esplorato per uno sviluppo complessivo di oltre 30 km
La scoperta delle Grotte di Frasassi è stata preceduta dalla scoperta di altre cavità della zona; la prima fu quella della Grotta del Fiume, era avvenuta il 28 giugno 1948, per opera del dottor Mario Marchetti, cofondatore del Gruppo Speleologico Marchigiano di Ancona. Negli anni 1950 e 1960, i gruppi del CAI (Club Alpino Italiano) di Jesi e Fabriano esplorarono le cavità della zona, tra cui, nel 1966, una diramazione lunga più di 1 km che parte dalla Grotta del Fiume. Nel luglio 1971, infine, un gruppo di esploratori jesini, entrando dal livello del fiume Sentino, scoprì il passaggio verso i rami più interni della Grotta del Fiume, inoltrandosi in una fitta rete di gallerie, cunicoli, pozzi e grotte per una lunghezza di circa 5 km.

### La scoperta della Grotta Grande del Vento

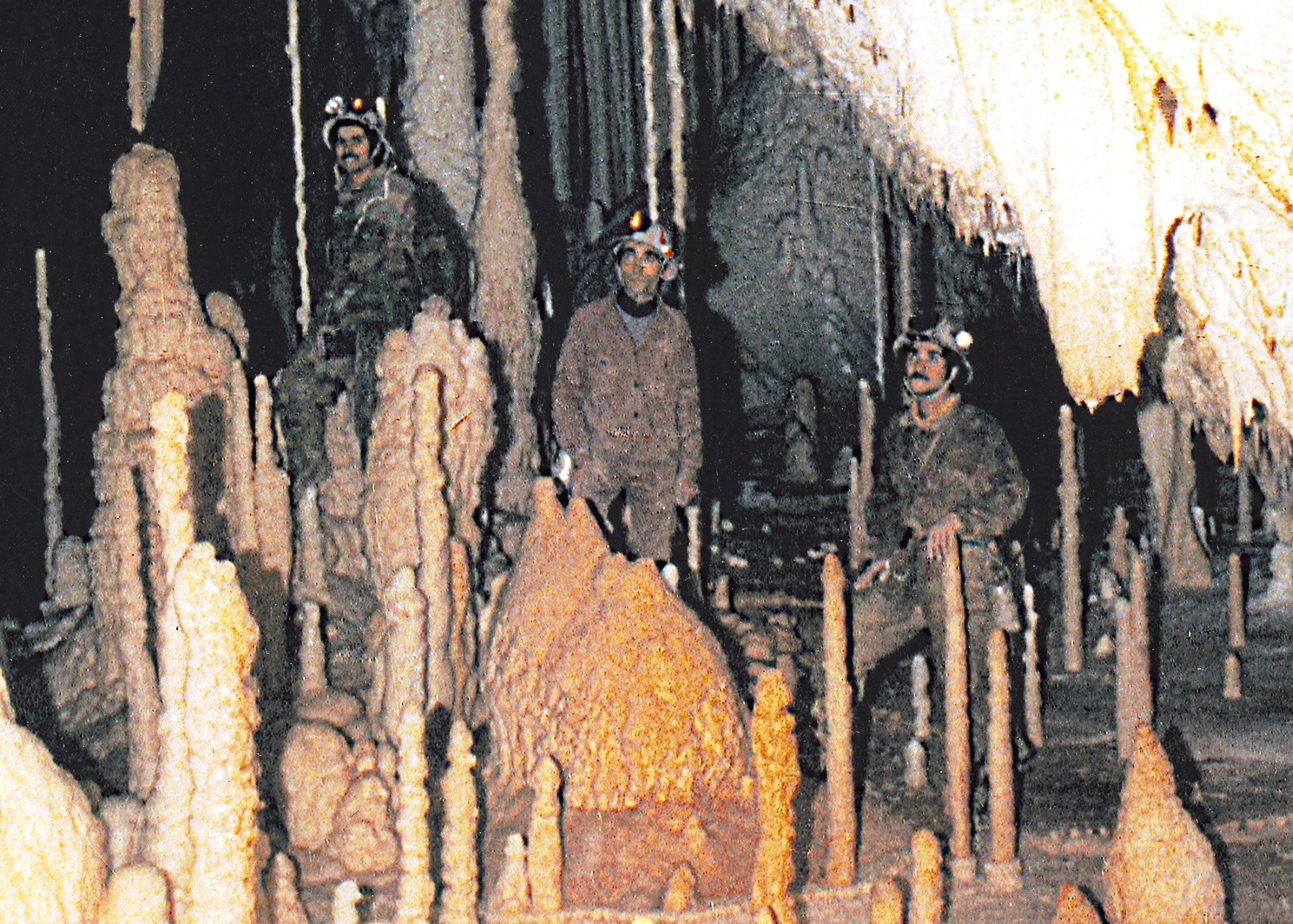
Da sinistra: Giuseppe Gambelli, Giancarlo Cappanera, Fabio Sturba dopo aver raggiunto la Sala delle Candeline di Frasassi, fotografati da Maurizio Bolognini

La scoperta più rilevante, quella della Grotta Grande del Vento, si ebbe nel giugno 1971, quando Rolando Silvestri scalando la pendice nord del monte Valmontagnana a circa 450 metri di altezza, scoprì alcuni piccoli fori che si erano aperti presumibilmente a causa dello scivolamento della terra superficiale secca mista a rami e fogliame provocato dal caldo di quell'estate. Il 25 settembre 1971 Rolando Silvestri, nel corso della spedizione del Gruppo Speleologico Marchigiano CAI di Ancona organizzata e guidata da Giancarlo Cappanera, ritrovò uno di quei fori nella montagna (grande come un volante di auto) che fece scoprire la "porta d'ingresso" della grotta, subito battezzata Grotta Grande del Vento.
Inizialmente gli scopritori si trovarono in questa grande grotta al buio totale e le attrezzature che avevano a disposizione non permisero loro di scendere fino alla base della cavità sottostante, quindi si stimò l'altezza della grotta lanciando un sasso, misurando il tempo di caduta e utilizzando le leggi della fisica. Un primo approssimativo calcolo portava all'inaspettata altezza di oltre 125 m. Successivamente gli esploratori si dotarono di attrezzature adeguate ed esplorarono l'immenso spazio, che venne chiamato "Abisso Ancona" in onore della città degli scopritori. La notizia della scoperta fu diffusa tramite stampa, ed è da questo momento che inizia la notorietà al grande pubblico delle Grotte di Frasassi.
Si riportano alcune frasi tratte dal Corriere Adriatico del 6 ottobre 1971, quando gli speleologi erano già arrivati a scoprire la Sala delle Candeline.
(Corriere Adriatico del 6 ottobre 1971)

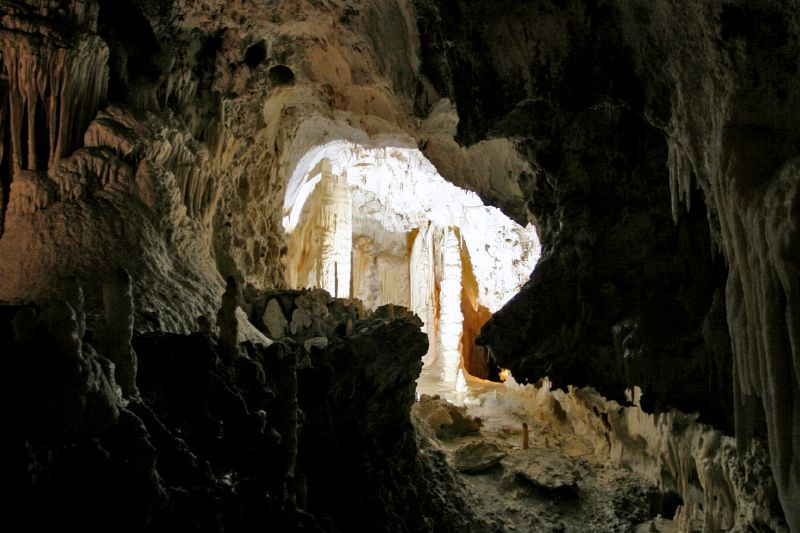

In effetti le esplorazioni continuarono per tutto il resto dell'anno. L'8 dicembre 1971 venne scoperto un collegamento tra la Grotta del Fiume e la Grotta Grande del Vento, che venne ribattezzato "Condotta dei fabrianesi", e si creò così il complesso carsico "Grotta del Fiume-Grotta Grande del Vento".
Le scoperte si susseguirono negli anni e numerosi altri ambienti più o meno accessibili furono scoperti ed esplorati dagli speleologi. Al momento il complesso delle grotte di Frasassi ha una lunghezza di oltre 20 km. Oltre all'Abisso Ancona, sono note la "Sala 200", così chiamata perché è un corridoio di 200 metri, la "Sala delle Candeline", che deve il nome alle numerose stalagmiti cilindriche di piccole dimensioni circondate da un anello di roccia che ricordano delle candeline su un piattino, la "Sala Bianca" il cui colore è dovuto a numerosi strati di calcite pura, la "Sala dell'Orsa" per un masso presente in essa che grazie all'erosione millenaria dell'acqua ha assunto, in maniera completamente casuale, la vaga forma di un'orsa, la "Sala dei Pagliai" e la "Sala dell'Infinito", così denominata perché ha una forma irregolarmente circolare e durante le prime esplorazioni gli speleologi vi persero l'orientamento e si ritrovarono a girare intorno alla sala diverse volte prima di trovare un'uscita, come se fossero in un percorso infinito.
L'apertura al pubblico del complesso di gallerie presentò non pochi problemi di ordine tecnico, che ebbero inizio già dai calcoli necessari per stabilire il punto esatto in cui scavare il tunnel di accesso. Si assunse il compito e la responsabilità delle misurazioni l'ingegner Aldo Neroni Mercati di Fabriano a cui in seguito venne affidato dall'Amministrazione del Comune di Genga l'incarico di progettazione dell'opera (a ricordo del suo lavoro, è affissa una piccola lapide all'ingresso delle grotte). Il percorso fu studiato con la massima cura e nel rispetto dell'ambiente, evitando soprattutto di danneggiare le concrezioni. L’Abisso Ancona venne aperto al pubblico il primo settembre 1974.
Il progetto originale includeva anche una galleria di ritorno all'aperto che sarebbe dovuta sfociare a livello della strada da cui si era partiti (di questo progetto figura la rappresentazione nella bacheca situata all'ingresso attuale della Grotta Grande).
All'interno delle grotte di Frasassi c'è, durante tutto l'anno, una temperatura costante di 14 °C e un'umidità relativa prossima al 100%.

## La genesi
Circa un milione di anni fa il fiume Sentino scorreva molto più in alto nella gola rispetto alla quota attuale, le sue acque penetravano all'interno di grandi faglie dentro al banco di calcare massiccio che forma la Gola di Frasassi. Queste acque fredde incontravano risalite di acqua sulfurea con la quale si miscelavano e questa miscelazione aumentava in maniera esponenziale la dissoluzione della roccia calcarea, creando enormi vuoti e generando nei millenni successivi tutto il sistema di grotte.

## Stalattiti e stalagmiti

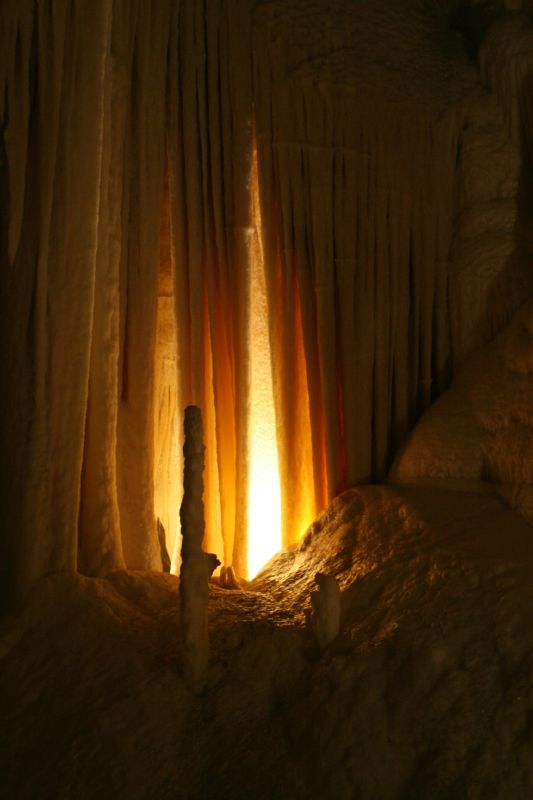
Le "Canne d'Organo"

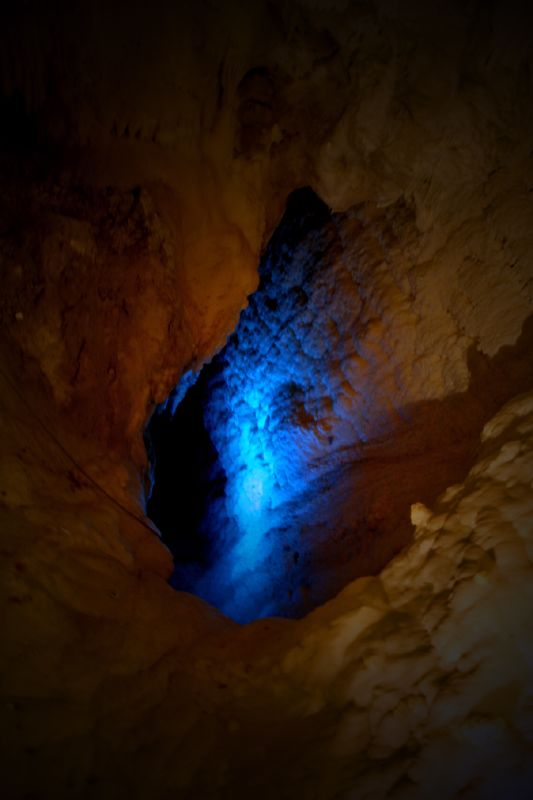
Uno dei pozzi naturali profondi 25 m

All'interno delle cavità carsiche si possono ammirare delle sculture naturali, formatesi per opera di stratificazioni calcaree nel corso di 190 milioni di anni grazie all'opera dell'acqua e della roccia. L'acqua, veicolando il biossido di carbonio nelle rocce calcaree, crea un processo chimico che dà origine all'idrogenocarbonato di calcio, un sale che esiste solamente in soluzione [H2O+CO2+CaCO3 = Ca(HCO3)]. Tale fenomeno determina il trasferimento di piccole quantità di carbonato di calcio da un posto all'altro e, nel corso di uno stillicidio che dura millenni, finisce per formare delle concrezioni di notevoli dimensioni e di forme completamente casuali e a volte anche curiose. Le concrezioni si dividono in stalagmiti (colonne che crescono progredendo dal basso verso l'alto) e stalattiti (che invece scendono dal soffitto delle cavità).
Le forme e le dimensioni di queste opere naturali hanno stimolato la fantasia degli speleologi, i quali dopo averle scoperte le hanno "battezzate" denominandole in maniera curiosa. Tra le stalattiti e le stalagmiti più famose ricordiamo: i "Giganti", il "Cammello" e il "Dromedario", l'"Orsa" (un masso che a seguito della millenaria erosione ha assunto la vaga forma di un orso), la "Madonnina", la "Spada di Damocle" (la stalattite più grossa, di 7,40 m di altezza e 150 cm di diametro), le "piccole cascate del Niagara", la "Fetta di pancetta" (di colore rosa chiaro) e la "Fetta di lardo" (completamente bianca, per via della calcite), l'"Obelisco" (stalagmite alta 15 metri al centro della Sala 200), le "Canne d'organo" (concrezioni conico-lamellari che devono il loro nome al fatto che se vengono colpite dall'esterno risuonano), il "Castello delle streghe".
All'interno delle grotte sono presenti anche dei laghetti in cui ristagna l'acqua dello stillicidio e dei "pozzi", cavità cilindriche profonde fino a 25 m che possono raccogliere l'acqua o convogliarla verso piani carsici inferiori.
Nelle grotte non penetra in alcun punto la luce naturale superficiale, pertanto l'illuminazione è completamente artificiale e utilizza solo luci bianche fredde, cioè che non producono calore verso le concrezioni (come già detto la temperatura è costante). Le uniche luci non di questo tipo sono quelle azzurre usate per mettere in evidenza i pozzi e i laghetti.

## Fauna delle grotte
Nel complesso delle grotte sono state censite ben 67 specie di animali, alcune delle quali endemiche di questo ecosistema ipogeo.
Sono presenti decine di specie diverse di pipistrelli, con una colonia di oltre 12 000 miniotteri. Tra gli anfibi sono segnalati il geotritone italiano (Speleomantes italicus), la salamandra dagli occhiali (Salamandrina terdigitata) e il tritone italiano (Lissotriton italicus).
Fra gli invertebrati merita infine una menzione la presenza del Niphargus ictus, un piccolo crostaceo troglobio che vive nelle pozze di acqua sulfurea, e di almeno altre due specie del genere Niphargus (N. frasassianus, N. montanarius).

## Ricerca scientifica
All'interno delle grotte di Frasassi si svolgono esperimenti scientifici di cronobiologia. Tra gli speleologi che hanno trascorso più tempo all'interno delle grotte si ricorda Maurizio Montalbini.

## Le altre grotte vicine
Noti principalmente agli speleologi, sopra, sotto e di fronte alla grotte di Frasassi sono presenti altri tre gruppi di grotte:
la "Grotta del fiume", scoperta nel 1948, la grotta "Buco cattivo", scoperta nel 1949, e il complesso di grotte "Grotta Beata Vergine-Grotta del Mezzogiorno", noto da secoli, che attraversa il monte Frasassi dal lato del fiume, partendo dal Tempio del Valadier fino all'altro lato verso Pierosara.
A circa 20 km di distanza si trova la grotta di Monte Cucco, ubicata sull'omonima montagna, la quale anch'essa rappresenta un importante sistema carsico esteso per diverse decine di chilometri.